# 1566 Icarus
Az 1566 Icarus kisbolygó az Apollo kisbolygó családjához tartozó, Földpályát metsző, úgynevezett Near-Earth (Föld-közeli) kisbolygó. Walter Baade fedezte föl 1949-ben. Pályájának érdekessége, hogy napközelpontja még a Merkúr pályájánál is közelebb esik a Naphoz. Ebben az értelemben nem csak Földpályát metsző, hanem Vénuszpályát, Marspályát és Merkúrpályát is metsző kisbolygó az Icarus. Jogos ezért a mitológiai név, amelyet kapott. 

## Földközelítései
Az Icarus kisbolygó 9, 19, és 38 évenként közelíti meg a Földet. A leginkább földközeli elhaladásai során mintegy 4 millió kilométerre, (azaz 16-szoros holdtávolságra) is elhaladhat. A legutóbbi ilyen megközelítésre 1968 június 14-én került sor. 
A legutolsó földközeli elhaladása 2015-ben történt, a legközelebbi pedig 2043-ban lesz.

## Külső hivatkozások
- NASA JPL orbital simulation 1566 Icarus (Java)
- JPL Small-Body Database Browser on 1566 Icarus